# Joan de Bònia
Joan de Bònia (Johannes Bonie) (?, Regne de València – ?, després de 1485) fou un metge i astròleg valencià del segle xv.

## Biografia
Joan de Bònia apareix breument en el De viris illustribus catalanis, opuscle biogràfic del notari i arxiver reial català del segle xv, Pere Miquel Carbonell, amb la referència següent: 
"Bonia Valentinus.
Bonia Valentinus astrologorum et mathematicorum huius aetatis princeps."
("Bònia, valencià.
Bònia, valencià, fou el primer dels astròlegs i matemàtics de la seva època.")
Bònia fou un dels primers professors de l'escola de cirurgia de València. També va ser metge del rei Renat d'Anjou.

## Obra
A Joan de Bònia, es deuen dues traduccions d'un tractat àrab (citat com a Risala o Tractat d'Alí, d'autor fins ara desconegut), relatiu al sexagenarium (el quadrant de sinus, un instrument de càlcul universal, astronòmic i aritmètic).
La primera de les traduccions de Joan de Bònia del referit tractat, duta a terme de l'original àrab al valencià (Lectura del sextant), és de 1456 i conté 20 capítols. El 1463, en feu una traducció de la versió valenciana al llatí (Lectura sexagenarii), inacabada, segons el que se n'ha conservat. Aquesta versió llatina, Bònia la dedicà a Ferran Valentí, un jurista i teòleg valencià.